# Octa-1,7-diè
L'octa-1,7-diè és un alquè amb dos dobles enllaços de fórmula molecular C8H14. És una molècula orgànica lleugera i inflamable.
Els investigadors han emprat octa-1,7-diè per a subministrar etilè en una eninometàtesi creuada de la reacció de Diels-Alder. Pel·lícules d'1,7-octadiè polimeritzades amb plasma, dipositades sobre sílice poden produir partícules amb hidrofobicitat modificada.